# Давул (інструмент)

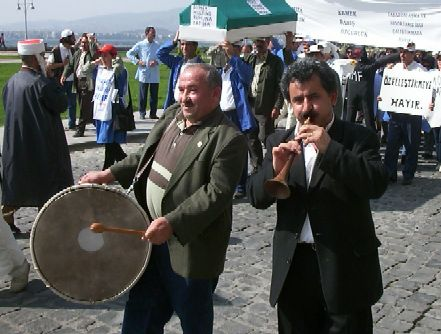
Музыканты с давулом и зурной

Давул — старовинний кримськотатарський ударний музичний інструмент.
Залежно від будови пристрою та стилю гри може мати глибокий низький або тонкий високий звук.
Для гучності звуку користуються двома сторонами барабана або/та паличками (колотушками).

## Вигляд інструменту
Різновиди музичного знаряддя: чубукли давул і зіллі давул. За історичними джерелами, з'явилися у Криму в різні часи. Найдавніший — чубукли давул.
Давул — великий двосторонній барабан, який має корпус, дві мембрани (товста й тонка), допоміжні предмети, що слугують для з'єднання конструкції (шнур, шкіряні ремені та металеві кільця).

## Процес виготовлення виробу
- Матеріал для корпусу: деревина твердих порід (горіх, дуб, ясен, каштан). Деревинний матеріал тримають у киплячій воді, щоб зробити його більш гнучким. Потім згинають усередині до утворення циліндричної форми й закріплюють.
- Сировина для мембран: козина, овеча, теляча, осляча, іноді вовча або собача шкіри. За допомогою дерев'яних рамок плівці надається форма кола. При цьому, для надання звуку вищого тону, мембрана з одного боку може бути зроблена з козлячої шкіри, з іншого боку — з овечої, телячої або ослячої.
- Шнур, протягнутий крізь корпус барабана зиґзаґом від однієї мембрани до іншої, утримує їх на певній відстані та забезпечує поверхневий натяг.
- Під час налаштування виробу сусідні ділянки шнуру об'єднують за допомогою металевих кілець або шкіряних ремінів. Для утримання всієї конструкції на корпусі в тих місцях, де шнур проходить поза барабаном, прикріплюють ще два кільця.

## Виконання музики
Виконавець бив по товстій мембрані важким чокмарем(колотушкою), а по тонкій — легким чубуком (тонка паличка). Колотушкою відбивалися сильні чи відносно сильні долі або синкоповані ритми. Чубуком гравець на слабких долях виконував ритмічні фігурації. Музиканта, який грав на давулі, називали давулджи.

## Цікаві факти
Під різноманітними модифікаціями та назвами цей інструмент набув значного поширення у музиці народів, що проживають на території  Середньої Азії, Кавказу, Близького Сходу, Туреччини, Балканських країн (доол, барабан). В українській музичній культурі існують споріднені з давулом інструменти під назвами «тарабан» і «турецький барабан».
У країнах світу давул при використанні мав різне призначення:
- під час танців на релігійних церемоніях (корінні американці);
- для міжплемінного спілкування в зашифрованому темпі (африканські корінні мешканці);
- для збору солдатів, розкиданих під час війни;
- для визначення місцезнаходження ворогів при оточенні замку;
- як сигнал про завоювання чи передачі новин про пожежу.

Із середини XX століття традиції виконання на давулі продовжили музиканти Расім Мустафаєв, Ділявер Халілов, Репан Аблялімов, Енвер Сеїтумеров.